# Pseudomicroplus brunneus
Pseudomicroplus brunneus är en skalbaggsart som beskrevs av Marc Lacroix 1998. Pseudomicroplus brunneus ingår i släktet Pseudomicroplus och familjen Melolonthidae. Inga underarter finns listade i Catalogue of Life.